# Jacek Bławut
Jacek Bławut (* 3. November 1950 in Zagórze Śląskie) ist ein polnischer Kameramann, Filmregisseur und Filmproduzent, der vorwiegend an Dokumentarfilmen arbeitet.

## Leben
Bławut spielte als Jugendlicher in einigen Filmen mit und debütierte 1960 in dem Film Marysia i krasnoludki von Jerzy Szeski und Konrad Paradowski. 1982 beendete Bławut sein Studium der Kameraführung an der Staatlichen Hochschule für Film, Fernsehen und Theater in Łódź. Seit 1984 realisiert er eigene Dokumentarfilme, erlangte jedoch erst 1990 mit dem Film Nienormalni größere Bekanntheit. Von 1992 bis 1994 war er Mitherausgeber des Magazins Film na Świecie (Der Film in der Welt). Er dozierte an Filmhochschulen in Berlin, Hannover und Toruń. Seit 2003 ist er Mitglied der Europäischen Filmakademie. Er lehrt an der Wajda School in Warschau.
Bławut ist der Vater des Regisseurs Jacek Piotr Bławut und der Filmeditorin Weronika Pliszka.

## Regie

### Dokumentarfilme
- 1984: Superciężki, Dokumentarfilm über den Ringer Adam Sandurski
- 1984: Widok, Dokumentarfilm über das Braunkohlebergwerk in Bełchatów
- 1985: Ślizgiem do nieba, Dokumentarfilm über den Sportler Waldemar Marszałek
- 1986: Cyrk Skalskiego, Dokumentarfilm über den Jagdflieger Stanisław Skalski
- 1986: Kostka Cukru, Dokumentarfilm über die Pferde bei der Velká Pardubická
- 1986: Monastyr, Dokumentarfilm über das Kloster Batschkowo
- 1988: Byłem Generałem Wehrmachtu, Dokumentarfilm über den Soldaten der Armia Krajowa Kazimierz Leski
- 1988: Zaduma, Dokumentarfilm über das Rennpferd Zaduma
- 1989: An Auschwitz Love Story, Dokumentarfilm über das KZ Auschwitz, Regie zusammen mit Michał Żarnecki
- 1990: Nienormalni (Die Unnormalen), Dokumentarfilm über das Zentrum für geistig behinderte Kinder in Kozice Dolne
- 1991: ...und Dann mussten wir Noch Watschwiren
- 1993: Die Reise nach Tunesien
- 1995: Rogate dusze, Dokumentarfilm über einen polnischen Fremdenlegionär
- 1996: Miałem przyjaciela
- 1996: Olimpiada specjalna
- 1997: Ein anderes Haus / Another Home, Dokumentarfilm über drei Altersheime
- 1998: Paweł, Dokumentarfilm über einen Sportler mit geistiger Behinderung
- 2000: Kawaleria powietrzna, Dokumentarfilmserie in 26 Folgen über die 25 Brygada Kawalerii Powietrznej
- 2001: Dzień weselny. Sylwia i Grzegorz
- 2002: Ach, jak przyjemnie!, Dokumentarfilmserie über Teilnehmer eines Segelkurses
- 2002: Dzień weselny. Kasia i Wojtek
- 2002: Kraj urodzenia...
- 2003–2004: Ja alkoholik, Dokumentarfilm über Alkoholismus
- 2004: Born dead, Dokumentarfilm über einen Häftling, der mit Kindern mit Behinderungen arbeitet
- 2005: Eres z Ałtaju, Dokumentarfilm über den 11-jährigen Eres
- 2005: Kamienie, Dokumentarfilm über ein Passionsspiel, das von Obdachlosen und Menschen mit Behinderungen aufgeführt wird
- 2005: Szczur w koronie, Dokumentarfilm über einen Alkoholiker
- 2007: Niezwykły lot Boeinga 737
- 2007: Wojownik, Dokumentarfilm über den Kickboxer Marek Piotrowski
- 2010: Ostatni raz kawaler
- 2012: Wirtualna wojna, Dokumentarfilm über Männer, die vom 2. Weltkrieg fasziniert sind
- 2012: Samotność dźwięku, Dokumentarfilm über Tomasz Sikorski

### Spielfilme
- 2008: Jeszcze nie wieczór
- 2022: Dark Sea – Gefangen in der Tiefe (Orzeł. Ostatni patrol)

## Kamera (Auswahl)
- 1989: Dekalog, Zehn (Regie: Krzysztof Kieślowski)

## Auszeichnungen (Auswahl)
- 1993 Paszport Polityki in der Kategorie Film